# Chlorophytum capense
Chlorophytum capense är en sparrisväxtart som först beskrevs av Carl von Linné, och fick sitt nu gällande namn av Andreas Voss. Chlorophytum capense ingår i släktet ampelliljor, och familjen sparrisväxter. Inga underarter finns listade i Catalogue of Life.

## Bildgalleri

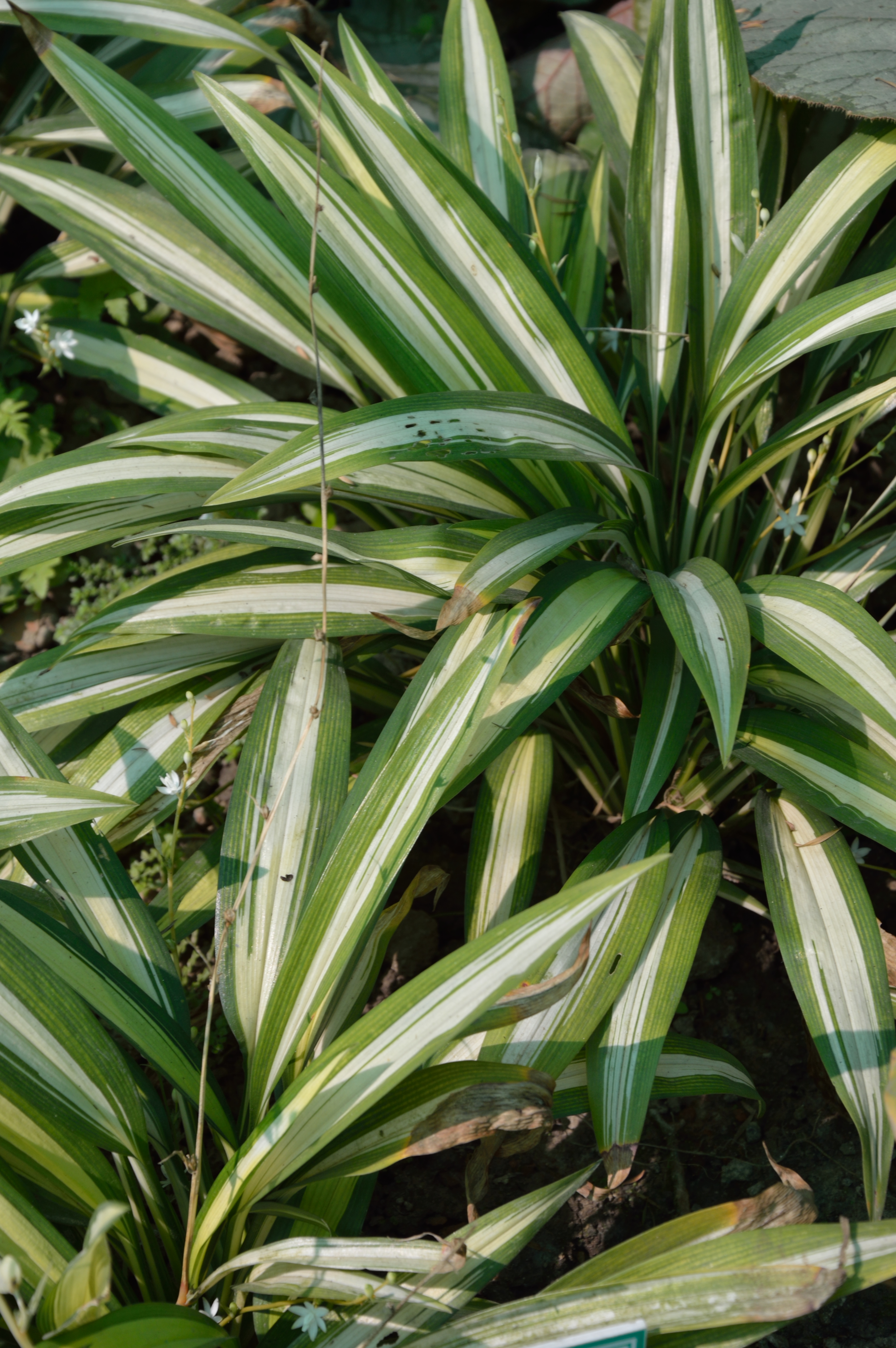
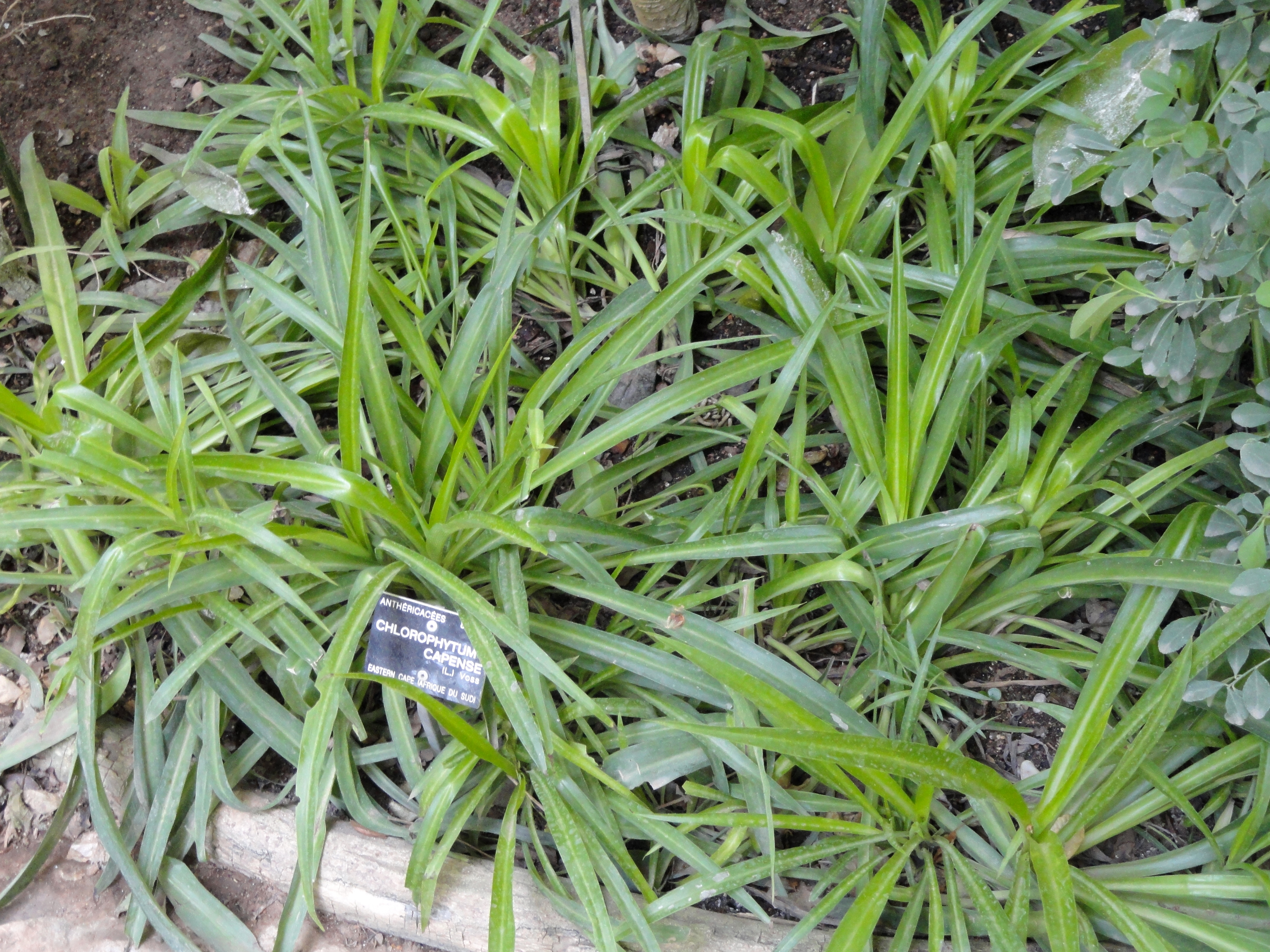